# Ann Wagner
Ann Louise Wagner (Saint Louis, 13 settembre 1962) è una politica e ambasciatrice statunitense, membro della Camera dei rappresentanti per lo stato del Missouri dal 2013.

## Biografia
Nata a Saint Louis, nel Missouri, la Wagner frequentò l'Università del Missouri e successivamente intraprese la carriera politica come membro del Partito Repubblicano.
In occasione delle presidenziali del 1992 la Wagner fu responsabile statale della campagna elettorale di George H. W. Bush, che tuttavia perse la rielezione contro l'avversario democratico Bill Clinton.
Nel 1999 divenne la prima donna eletta presidente del Partito Repubblicano del Missouri e venne riconfermata per altri tre mandati. Nel 2005 il Presidente George W. Bush le affidò l'incarico diplomatico di ambasciatore statunitense presso il Granducato di Lussemburgo. La Wagner venne confermata dal Senato e prese servizio nel luglio dello stesso anno, mantenendo l'incarico fino al termine dell'amministrazione presidenziale di Bush.
Nel 2012, quando il deputato Todd Akin decise di candidarsi al Senato contro la democratica in carica Claire McCaskill, la Wagner annunciò la sua candidatura per il seggio di Akin alla Camera dei Rappresentanti. Essendosi presentata in un distretto fortemente favorevole ai repubblicani, la Wagner non ebbe grosse difficoltà nel farsi eleggere e approdò al Congresso.
Coniugata con Ray Wagner, Ann ha tre figli: Raymond III, Stephen e Mary Ruth.